# Puchar Świata w biathlonie 2018/2019
Puchar Świata w biathlonie 2018/2019 – 42. edycja zawodów o Puchar Świata w tej dyscyplinie sportu. Sezon rozpoczął się zawodami w pojedynczej sztafecie mieszanej 2 grudnia w słoweńskiej Pokljuce, a zakończył się biegami masowymi kobiet i mężczyzn 24 marca na przedmieściach Oslo, w Holmenkollen.
Tytułów sprzed roku bronili Finka Kaisa Mäkäräinen oraz Francuz Martin Fourcade.

## Kalendarz zawodów
Źródło:.
- Pokljuka (30 listopada–9 grudnia 2018)
- Hochfilzen (10–16 grudnia 2018)
- Nové Město na Moravě (17–23 grudnia 2018)
- Oberhof (7–13 stycznia 2019)
- Ruhpolding (14–20 stycznia 2019)
- Rasen-Antholz (21–27 stycznia 2019)
- Canmore (4–10 lutego 2019)
- Soldier Hollow (11–17 lutego 2019)
- Östersund (7–17 marca 2019, mistrzostwa świata)
- Oslo/Holmenkollen (18–24 marca 2019)

## Zwycięzcy

### Kobiety

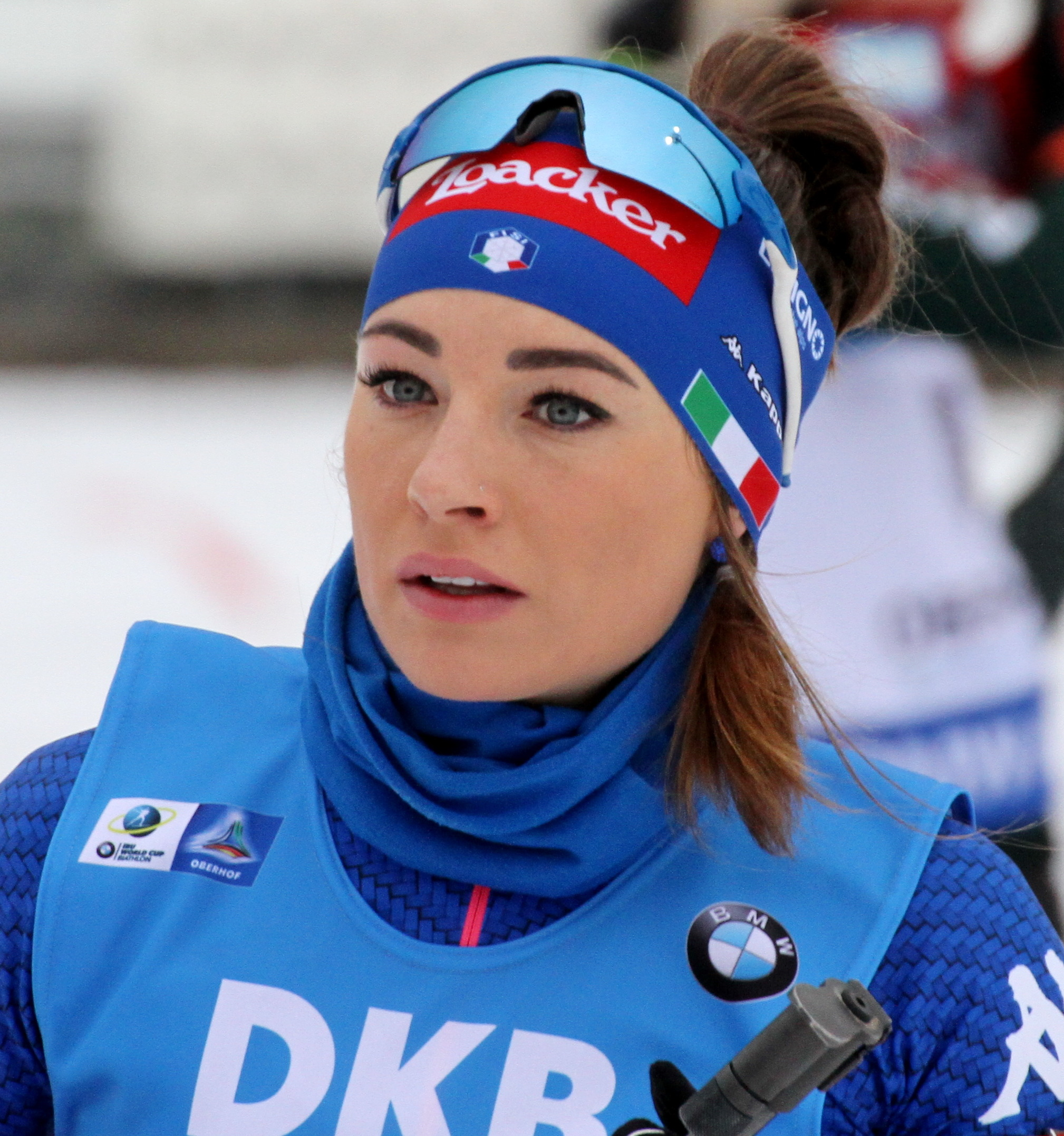
Dorothea Wierer, zwyciężczyni klasyfikacji generalnej Pucharu Świata i klasyfikacji biegu na dochodzenie
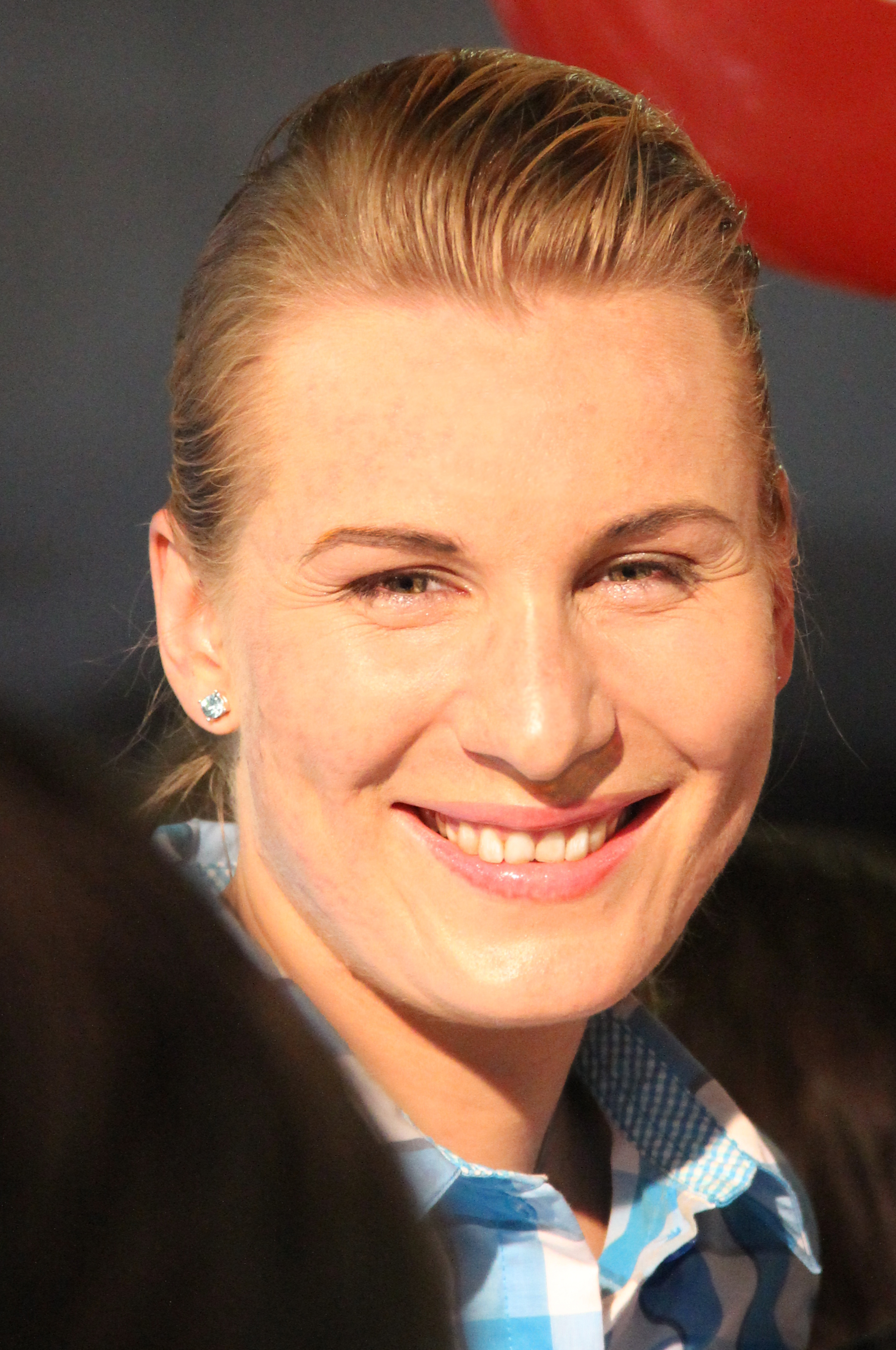
Anastasija Kuźmina, zwyciężczyni klasyfikacji sprintu
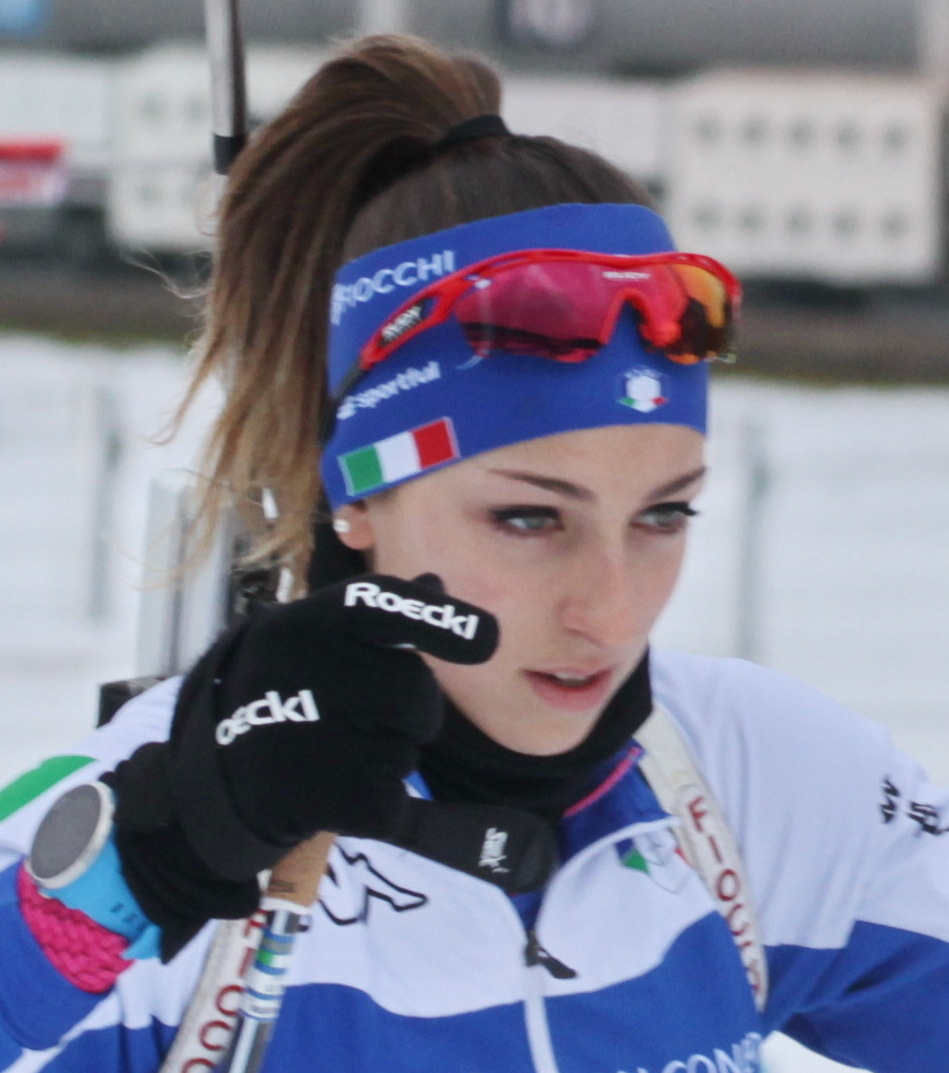
Lisa Vittozzi, zwyciężczyni klasyfikacji biegu indywidualnego
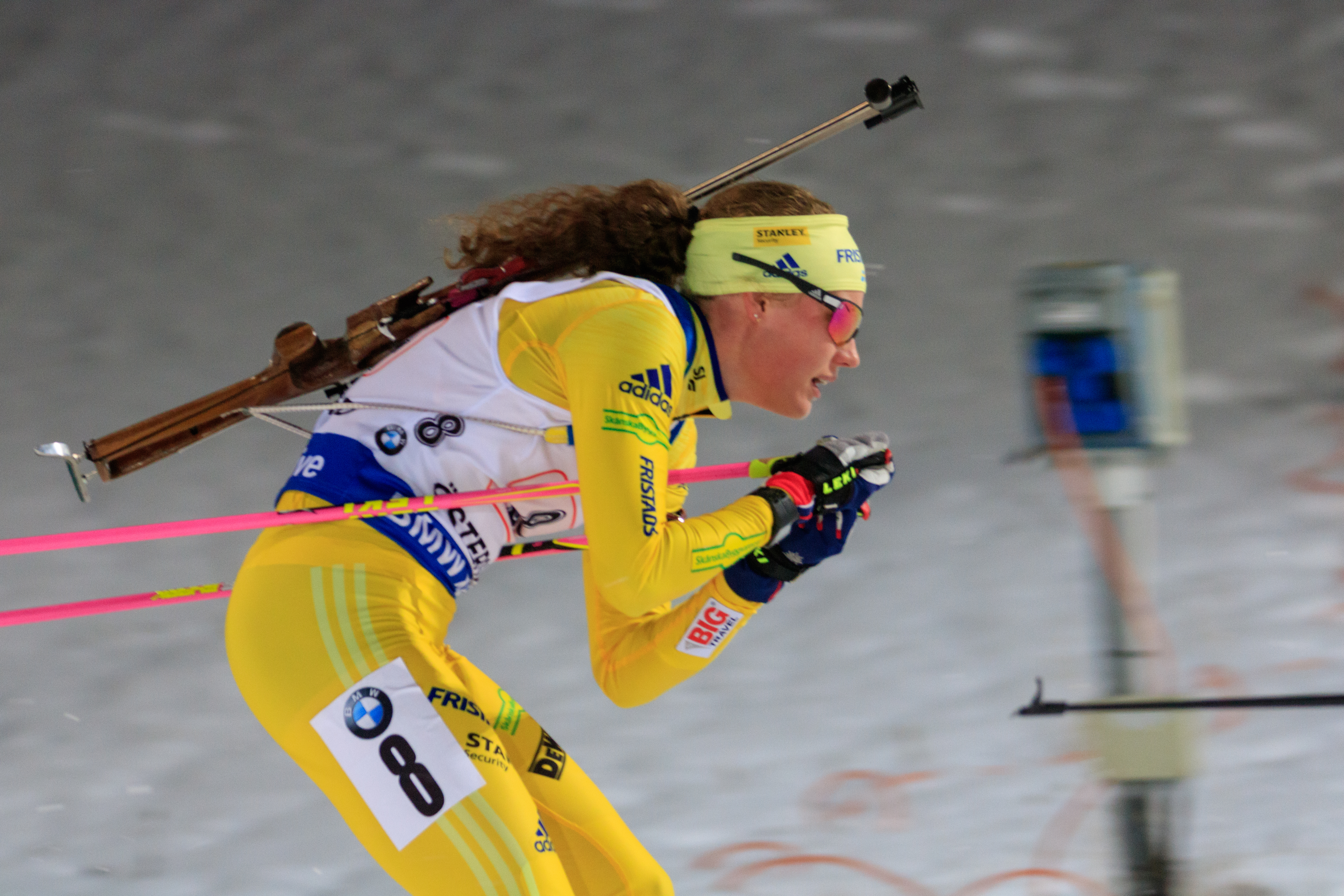
Hanna Öberg, zwyciężczyni klasyfikacji biegu masowego
Reprezentantki Norwegii, zwyciężczynie klasyfikacji sztafet i klasyfikacji Pucharu Narodów

### Mężczyźni

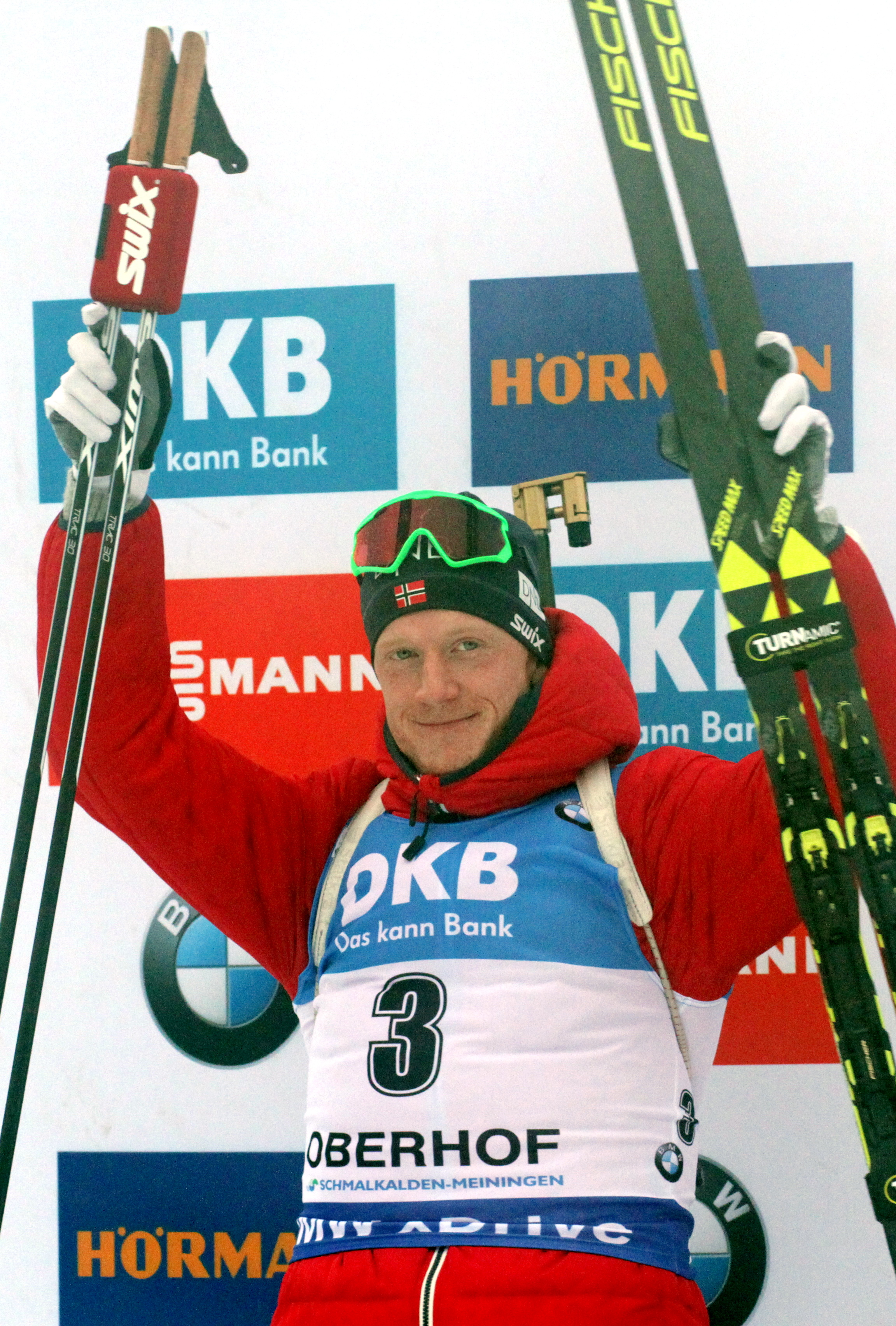
Johannes Thingnes Bø, zwycięzca klasyfikacji generalnej Pucharu Świata, klasyfikacji sprintu, biegu na dochodzenie, biegu indywidualnego i biegu masowego
Reprezentanci Norwegii, zwycięzcy klasyfikacji sztafet i klasyfikacji Pucharu Narodów

### Sztafety mieszane

Reprezentacja Norwegii, zwycięzcy klasyfikacji sztafet mieszanych

## Wyniki

### Mężczyźni
| Lp. | Data                          | Miejscowość          | Szczegóły | Konkurencja                | 1. miejsce                                                                                             | 2. miejsce                                                                                  | 3. miejsce                                                                             |
| --- | ----------------------------- | -------------------- | --------- | -------------------------- | --- | ------------------------------------------------------------------------------------------- | -------------------------------------------------------------------------------------- |
| 1.  | 30 listopada – 9 grudnia 2018 | Pokljuka             | szczegóły | Bieg indywidualny na 20 km | Martin Fourcade                                                                                        | Johannes Kühn                                                                               | Simon Eder                                                                             |
| 1.  | 30 listopada – 9 grudnia 2018 | Pokljuka             | szczegóły | Sprint na 10 km            | Johannes Thingnes Bø                                                                                   | Antonin Guigonnat                                                                           | Aleksandr Łoginow                                                                      |
| 1.  | 30 listopada – 9 grudnia 2018 | Pokljuka             | szczegóły | Bieg pościgowy na 12,5 km  | Johannes Thingnes Bø                                                                                   | Quentin Fillon Maillet                                                                      | Aleksandr Łoginow                                                                      |
| 2.  | 10 – 16 grudnia 2018          | Hochfilzen           | szczegóły | Sprint na 10 km            | Johannes Thingnes Bø                                                                                   | Martin Fourcade                                                                             | Benedikt Doll                                                                          |
| 2.  | 10 – 16 grudnia 2018          | Hochfilzen           | szczegóły | Bieg pościgowy na 12,5 km  | Martin Fourcade                                                                                        | Arnd Peiffer                                                                                | Vetle Sjåstad Christiansen                                                             |
| 2.  | 10 – 16 grudnia 2018          | Hochfilzen           | szczegóły | Sztafeta 4 * 7,5 km        | Szwecja Peppe Femling · Martin Ponsiluoma · Torstein Stenersen · Sebastian Samuelsson                  | Norwegia Lars Helge Birkeland · Henrik L’Abée-Lund · Tarjei Bø · Vetle Sjåstad Christiansen | Niemcy Simon Schempp · Johannes Kühn · Arnd Peiffer · Benedikt Doll                    |
| 3.  | 17 - 23 grudnia 2018          | Nové Město na Moravě | szczegóły | Sprint na 10 km            | Johannes Thingnes Bø                                                                                   | Aleksandr Łoginow                                                                           | Martin Ponsiluoma                                                                      |
| 3.  | 17 - 23 grudnia 2018          | Nové Město na Moravě | szczegóły | Bieg pościgowy na 12,5 km  | Johannes Thingnes Bø                                                                                   | Aleksandr Łoginow                                                                           | Tarjei Bø                                                                              |
| 3.  | 17 - 23 grudnia 2018          | Nové Město na Moravě | szczegóły | Bieg masowy na 15 km       | Johannes Thingnes Bø                                                                                   | Quentin Fillon Maillet                                                                      | Jewgienij Garaniczew                                                                   |
| 4.  | 7 – 13 stycznia 2019          | Oberhof              | szczegóły | Sprint na 10 km            | Aleksandr Łoginow                                                                                      | Johannes Thingnes Bø                                                                        | Sebastian Samuelsson                                                                   |
| 4.  | 7 – 13 stycznia 2019          | Oberhof              | szczegóły | Bieg pościgowy na 12,5 km  | Johannes Thingnes Bø                                                                                   | Arnd Peiffer                                                                                | Lukas Hofer                                                                            |
| 4.  | 7 – 13 stycznia 2019          | Oberhof              | szczegóły | Sztafeta 4 * 7,5 km        | Rosja Maksim Cwietkow · Jewgienij Garaniczew · Dmitrij Małyszko · Aleksandr Łoginow                    | Francja Antonin Guigonnat · Simon Desthieux · Quentin Fillon Maillet · Martin Fourcade      | Austria Tobias Eberhard · Simon Eder · Dominik Landertinger · Julian Eberhard          |
| 5.  | 14 – 20 stycznia 2019         | Ruhpolding           | szczegóły | Sprint na 10 km            | Johannes Thingnes Bø                                                                                   | Tarjei Bø                                                                                   | Benedikt Doll                                                                          |
| 5.  | 14 – 20 stycznia 2019         | Ruhpolding           | szczegóły | Sztafeta 4 * 7,5 km        | Norwegia Lars Helge Birkeland · Vetle Sjåstad Christiansen · Tarjei Bø · Johannes Thingnes Bø          | Niemcy Roman Rees · Johannes Kühn · Arnd Peiffer · Benedikt Doll                            | Francja Émilien Jacquelin · Martin Fourcade · Quentin Fillon Maillet · Simon Desthieux |
| 5.  | 14 – 20 stycznia 2019         | Ruhpolding           | szczegóły | Bieg masowy na 15 km       | Johannes Thingnes Bø                                                                                   | Julian Eberhard                                                                             | Quentin Fillon Maillet                                                                 |
| 6.  | 21 – 27 stycznia 2019         | Rasen-Antholz        | szczegóły | Sprint na 10 km            | Johannes Thingnes Bø                                                                                   | Erlend Bjøntegaard                                                                          | Antonin Guigonnat                                                                      |
| 6.  | 21 – 27 stycznia 2019         | Rasen-Antholz        | szczegóły | Bieg pościgowy na 12,5 km  | Johannes Thingnes Bø                                                                                   | Antonin Guigonnat                                                                           | Quentin Fillon Maillet                                                                 |
| 6.  | 21 – 27 stycznia 2019         | Rasen-Antholz        | szczegóły | Bieg masowy na 15 km       | Quentin Fillon Maillet                                                                                 | Johannes Thingnes Bø                                                                        | Arnd Peiffer                                                                           |
| 7.  | 4 – 10 lutego 2019            | Canmore              | szczegóły | Bieg indywidualny na 15 km | Johannes Thingnes Bø                                                                                   | Vetle Sjåstad Christiansen                                                                  | Aleksandr Łoginow                                                                      |
| 7.  | 4 – 10 lutego 2019            | Canmore              | szczegóły | Sztafeta 4 * 7,5 km        | Norwegia Lars Helge Birkeland · Vetle Sjåstad Christiansen · Erlend Bjøntegaard · Johannes Thingnes Bø | Francja Antonin Guigonnat · Émilien Jacquelin · Simon Fourcade · Quentin Fillon Maillet     | Rosja Jewgienij Garaniczew · Eduard Łatypow · Aleksandr Łoginow · Aleksandr Powarnicyn |
| 7.  | 4 – 10 lutego 2019            | Canmore              | szczegóły | Sprint na 10 km            | Zawody odwołane.                                                                                       | Zawody odwołane.                                                                            | Zawody odwołane.                                                                       |
| 8.  | 11 – 17 lutego 2019           | Soldier Hollow       | szczegóły | Sprint na 10 km            | Vetle Sjåstad Christiansen                                                                             | Simon Desthieux                                                                             | Roman Rees                                                                             |
| 8.  | 11 – 17 lutego 2019           | Soldier Hollow       | szczegóły | Bieg pościgowy na 12,5 km  | Quentin Fillon Maillet                                                                                 | Vetle Sjåstad Christiansen                                                                  | Simon Desthieux                                                                        |
| 9.  | 7 – 17 marca 2019             | Östersund MŚ 2019    | szczegóły | Sprint na 10 km            | Johannes Thingnes Bø                                                                                   | Aleksandr Łoginow                                                                           | Quentin Fillon Maillet                                                                 |
| 9.  | 7 – 17 marca 2019             | Östersund MŚ 2019    | szczegóły | Bieg pościgowy na 12,5 km  | Dmytro Pidruczny                                                                                       | Johannes Thingnes Bø                                                                        | Quentin Fillon Maillet                                                                 |
| 9.  | 7 – 17 marca 2019             | Östersund MŚ 2019    | szczegóły | Bieg indywidualny na 20 km | Arnd Peiffer                                                                                           | Władimir Iliew                                                                              | Tarjei Bø                                                                              |
| 9.  | 7 – 17 marca 2019             | Östersund MŚ 2019    | szczegóły | Sztafeta 4 * 7,5 km        | Norwegia Lars Helge Birkeland · Vetle Sjåstad Christiansen · Tarjei Bø · Johannes Thingnes Bø          | Niemcy Erik Lesser · Roman Rees · Arnd Peiffer · Benedikt Doll                              | Rosja Matwiej Jelisiejew · Nikita Porszniew · Dmitrij Małyszko · Aleksandr Łoginow     |
| 9.  | 7 – 17 marca 2019             | Östersund MŚ 2019    | szczegóły | Bieg masowy na 15 km       | Dominik Windisch                                                                                       | Antonin Guigonnat                                                                           | Julian Eberhard                                                                        |
| 10. | 18 – 24 marca 2019            | Oslo/Holmenkollen    | szczegóły | Sprint na 10 km            | Johannes Thingnes Bø                                                                                   | Lukas Hofer                                                                                 | Quentin Fillon Maillet                                                                 |
| 10. | 18 – 24 marca 2019            | Oslo/Holmenkollen    | szczegóły | Bieg pościgowy na 12,5 km  | Johannes Thingnes Bø                                                                                   | Tarjei Bø                                                                                   | Arnd Peiffer                                                                           |
| 10. | 18 – 24 marca 2019            | Oslo/Holmenkollen    | szczegóły | Bieg masowy na 15 km       | Johannes Thingnes Bø                                                                                   | Arnd Peiffer                                                                                | Benedikt Doll                                                                          |

### Kobiety
| Lp. | Data                          | Miejscowość          | Szczegóły | Konkurencja                  | 1. miejsce                                                                                     | 2. miejsce                                                                                             | 3. miejsce                                                                          |
| --- | ----------------------------- | -------------------- | --------- | ---------------------------- | ---------------------------------------------------------------------------------------------- | --- | ----------------------------------------------------------------------------------- |
| 1.  | 30 listopada – 9 grudnia 2018 | Pokljuka             | szczegóły | Bieg indywidualny na 15 km   | Julija Dżima                                                                                   | Monika Hojnisz                                                                                         | Markéta Davidová                                                                    |
| 1.  | 30 listopada – 9 grudnia 2018 | Pokljuka             | szczegóły | Sprint na 7,5 km             | Kaisa Mäkäräinen                                                                               | Dorothea Wierer                                                                                        | Justine Braisaz                                                                     |
| 1.  | 30 listopada – 9 grudnia 2018 | Pokljuka             | szczegóły | Bieg pościgowy na 10 km      | Kaisa Mäkäräinen                                                                               | Dorothea Wierer                                                                                        | Paulína Fialková                                                                    |
| 2.  | 10 – 16 grudnia 2018          | Hochfilzen           | szczegóły | Sprint na 7,5 km             | Dorothea Wierer                                                                                | Kaisa Mäkäräinen                                                                                       | Jekatierina Jurłowa-Percht                                                          |
| 2.  | 10 – 16 grudnia 2018          | Hochfilzen           | szczegóły | Bieg pościgowy na 10 km      | Kaisa Mäkäräinen                                                                               | Paulína Fialková                                                                                       | Dorothea Wierer                                                                     |
| 2.  | 10 – 16 grudnia 2018          | Hochfilzen           | szczegóły | Sztafeta 4 * 6 km            | Włochy Lisa Vittozzi · Alexia Runggaldier · Dorothea Wierer · Federica Sanfilippo              | Szwecja Linn Persson · Mona Brorsson · Emma Nilsson · Hanna Öberg                                      | Francja Anaïs Chevalier · Julia Simon · Célia Aymonier · Anaïs Bescond              |
| 3.  | 17 - 23 grudnia 2018          | Nové Město na Moravě | szczegóły | Sprint na 7,5 km             | Marte Olsbu Røiseland                                                                          | Laura Dahlmeier                                                                                        | Paulína Fialková                                                                    |
| 3.  | 17 - 23 grudnia 2018          | Nové Město na Moravě | szczegóły | Bieg pościgowy na 10 km      | Marte Olsbu Røiseland                                                                          | Dorothea Wierer                                                                                        | Hanna Öberg                                                                         |
| 3.  | 17 - 23 grudnia 2018          | Nové Město na Moravě | szczegóły | Bieg masowy na 12,5 km       | Anastasija Kuźmina                                                                             | Paulína Fialková                                                                                       | Anaïs Chevalier                                                                     |
| 4.  | 7 – 13 stycznia 2019          | Oberhof              | szczegóły | Sprint na 7,5 km             | Lisa Vittozzi                                                                                  | Anaïs Chevalier                                                                                        | Hanna Öberg                                                                         |
| 4.  | 7 – 13 stycznia 2019          | Oberhof              | szczegóły | Bieg pościgowy na 10 km      | Lisa Vittozzi                                                                                  | Anastasija Kuźmina                                                                                     | Anaïs Chevalier                                                                     |
| 4.  | 7 – 13 stycznia 2019          | Oberhof              | szczegóły | Sztafeta 4 * 6 km            | Rosja Jewgienija Pawłowa · Margarita Wasiliewa · Łarisa Kuklina · Jekatierina Jurłowa-Percht   | Niemcy Karolin Horchler · Franziska Hildebrand · Franziska Preuß · Denise Herrmann                     | Czechy Lucie Charvátová · Veronika Vítková · Markéta Davidová · Eva Puskarčíková    |
| 5.  | 14 – 20 stycznia 2019         | Ruhpolding           | szczegóły | Sprint na 7,5 km             | Anastasija Kuźmina                                                                             | Lisa Vittozzi                                                                                          | Hanna Öberg                                                                         |
| 5.  | 14 – 20 stycznia 2019         | Ruhpolding           | szczegóły | Sztafeta 4 * 6 km            | Francja Julia Simon · Anaïs Bescond · Justine Braisaz · Anaïs Chevalier                        | Norwegia Synnøve Solemdal · Ingrid Landmark Tandrevold · Tiril Eckhoff · Marte Olsbu Røiseland         | Niemcy Vanessa Hinz · Laura Dahlmeier · Franziska Preuß · Denise Herrmann           |
| 5.  | 14 – 20 stycznia 2019         | Ruhpolding           | szczegóły | Bieg masowy na 12,5 km       | Franziska Preuß                                                                                | Ingrid Landmark Tandrevold                                                                             | Paulína Fialková                                                                    |
| 6.  | 21 – 27 stycznia 2019         | Rasen-Antholz        | szczegóły | Sprint na 7,5 km             | Markéta Davidová                                                                               | Kaisa Mäkäräinen                                                                                       | Marte Olsbu Røiseland                                                               |
| 6.  | 21 – 27 stycznia 2019         | Rasen-Antholz        | szczegóły | Bieg pościgowy na 10 km      | Dorothea Wierer                                                                                | Laura Dahlmeier                                                                                        | Lisa Vittozzi                                                                       |
| 6.  | 21 – 27 stycznia 2019         | Rasen-Antholz        | szczegóły | Bieg masowy na 12,5 km       | Laura Dahlmeier                                                                                | Markéta Davidová                                                                                       | Vanessa Hinz                                                                        |
| 7.  | 4 – 10 lutego 2019            | Canmore              | szczegóły | Bieg indywidualny na 12,5 km | Tiril Eckhoff                                                                                  | Markéta Davidová                                                                                       | Lisa Vittozzi                                                                       |
| 7.  | 4 – 10 lutego 2019            | Canmore              | szczegóły | Sztafeta 4 * 6 km            | Niemcy Vanessa Hinz · Franziska Hildebrand · Denise Herrmann · Laura Dahlmeier                 | Norwegia Emilie Ågheim Kalkenberg · Ingrid Landmark Tandrevold · Tiril Eckhoff · Marte Olsbu Røiseland | Francja Anaïs Chevalier · Justine Braisaz · Anaïs Bescond · Julia Simon             |
| 7.  | 4 – 10 lutego 2019            | Canmore              | szczegóły | Sprint na 7,5 km             | Zawody odwołane.                                                                               | Zawody odwołane.                                                                                       | Zawody odwołane.                                                                    |
| 8.  | 11 – 17 lutego 2019           | Soldier Hollow       | szczegóły | Sprint na 7,5 km             | Marte Olsbu Røiseland                                                                          | Kaisa Mäkäräinen                                                                                       | Franziska Hildebrand                                                                |
| 8.  | 11 – 17 lutego 2019           | Soldier Hollow       | szczegóły | Bieg pościgowy na 10 km      | Denise Herrmann                                                                                | Franziska Hildebrand                                                                                   | Kaisa Mäkäräinen                                                                    |
| 9.  | 7 – 17 marca 2019             | Östersund MŚ 2019    | szczegóły | Sprint na 7,5 km             | Anastasija Kuźmina                                                                             | Ingrid Landmark Tandrevold                                                                             | Laura Dahlmeier                                                                     |
| 9.  | 7 – 17 marca 2019             | Östersund MŚ 2019    | szczegóły | Bieg pościgowy na 10 km      | Denise Herrmann                                                                                | Tiril Eckhoff                                                                                          | Laura Dahlmeier                                                                     |
| 9.  | 7 – 17 marca 2019             | Östersund MŚ 2019    | szczegóły | Bieg indywidualny na 15 km   | Hanna Öberg                                                                                    | Lisa Vittozzi                                                                                          | Justine Braisaz                                                                     |
| 9.  | 7 – 17 marca 2019             | Östersund MŚ 2019    | szczegóły | Sztafeta 4 * 6 km            | Norwegia Synnøve Solemdal · Ingrid Landmark Tandrevold · Tiril Eckhoff · Marte Olsbu Røiseland | Szwecja Linn Persson · Mona Brorsson · Anna Magnusson · Hanna Öberg                                    | Ukraina Anastasija Merkuszyna · Wita Semerenko · Julija Dżima · Wałentyna Semerenko |
| 9.  | 7 – 17 marca 2019             | Östersund MŚ 2019    | szczegóły | Bieg masowy na 12,5 km       | Dorothea Wierer                                                                                | Jekatierina Jurłowa-Percht                                                                             | Denise Herrmann                                                                     |
| 10. | 18 – 24 marca 2019            | Oslo/Holmenkollen    | szczegóły | Sprint na 7,5 km             | Anastasija Kuźmina                                                                             | Franziska Preuß                                                                                        | Paulína Fialková                                                                    |
| 10. | 18 – 24 marca 2019            | Oslo/Holmenkollen    | szczegóły | Bieg pościgowy na 10 km      | Anastasija Kuźmina                                                                             | Denise Herrmann                                                                                        | Hanna Öberg                                                                         |
| 10. | 18 – 24 marca 2019            | Oslo/Holmenkollen    | szczegóły | Bieg masowy na 12,5 km       | Hanna Öberg                                                                                    | Tiril Eckhoff                                                                                          | Clare Egan                                                                          |

### Miksty
| Lp. | Data                          | Miejscowość       | Szczegóły | Konkurencja                               | 1. miejsce                                                                                         | 2. miejsce                                                                  | 3. miejsce                                                                                         |
| --- | ----------------------------- | ----------------- | --------- | ----------------------------------------- | -------------------------------------------------------------------------------------------------- | --------------------------------------------------------------------------- | -------------------------------------------------------------------------------------------------- |
| 1.  | 30 listopada – 9 grudnia 2018 | Pokljuka          | szczegóły | Pojedyncza sztafeta mieszana              | Norwegia Thekla Brun-Lie · Lars Helge Birkeland                                                    | Austria Lisa Theresa Hauser · Simon Eder                                    | Ukraina Anastasija Merkuszyna · Artem Tyszczenko                                                   |
| 1.  | 30 listopada – 9 grudnia 2018 | Pokljuka          | szczegóły | Sztafeta mieszana (2 * 6 km + 2 * 7,5 km) | Francja Anaïs Bescond · Justine Braisaz · Martin Fourcade · Simon Desthieux                        | Szwajcaria Elisa Gasparin · Lena Häcki · Benjamin Weger · Jeremy Finello    | Włochy Lisa Vittozzi · Dorothea Wierer · Dominik Windisch · Lukas Hofer                            |
| 2.  | 11 – 17 lutego 2019           | Soldier Hollow    | szczegóły | Pojedyncza sztafeta mieszana              | Włochy Lukas Hofer · Dorothea Wierer                                                               | Austria Lisa Theresa Hauser · Simon Eder                                    | Francja Antonin Guigonnat · Julia Simon                                                            |
| 2.  | 11 – 17 lutego 2019           | Soldier Hollow    | szczegóły | Sztafeta mieszana (2 * 6 km + 2 * 7,5 km) | Francja Quentin Fillon Maillet · Simon Desthieux · Célia Aymonier · Anaïs Chevalier                | Niemcy Erik Lesser · Benedikt Doll · Franziska Hildebrand · Denise Herrmann | Norwegia Vetle Sjåstad Christiansen · Johannes Thingnes Bø · Tiril Eckhoff · Marte Olsbu Røiseland |
| 3.  | 7 – 17 marca 2019             | Östersund MŚ 2019 | szczegóły | Pojedyncza sztafeta mieszana              | Norwegia Marte Olsbu Røiseland · Johannes Thingnes Bø                                              | Włochy Dorothea Wierer · Lukas Hofer                                        | Szwecja Hanna Öberg · Sebastian Samuelsson                                                         |
| 3.  | 7 – 17 marca 2019             | Östersund MŚ 2019 | szczegóły | Sztafeta mieszana (2 * 6 km + 2 * 7,5 km) | Norwegia Marte Olsbu Røiseland · Tiril Eckhoff · Johannes Thingnes Bø · Vetle Sjåstad Christiansen | Niemcy Vanessa Hinz · Laura Dahlmeier · Erik Lesser · Benedikt Doll         | Włochy Lisa Vittozzi · Dorothea Wierer · Lukas Hofer · Dominik Windisch                            |

## Klasyfikacje

### Kobiety
| Miejsce | Zawodniczka           | Punkty |
| ------- | --------------------- | ------ |
| 1.      | Dorothea Wierer       | 904    |
| 2.      | Lisa Vittozzi         | 882    |
| 3.      | Anastasija Kuźmina    | 870    |
| 4.      | Marte Olsbu Røiseland | 855    |
| 5.      | Hanna Öberg           | 741    |
| 6.      | Paulína Fialková      | 687    |
| 7.      | Kaisa Mäkäräinen      | 673    |
| 8.      | Denise Herrmann       | 611    |
| 9.      | Franziska Preuß       | 570    |
| 10.     | Monika Hojnisz        | 567    |

| Miejsce | Zawodniczka                | Punkty |
| ------- | -------------------------- | ------ |
| 11.     | Ingrid Landmark Tandrevold | 557    |
| 12.     | Laura Dahlmeier            | 554    |
| 13.     | Tiril Eckhoff              | 516    |
| 14.     | Jekatierina Jurłowa-Percht | 494    |
| 15.     | Iryna Kryuko               | 492    |
| 16.     | Franziska Hildebrand       | 491    |
| 17.     | Lisa Theresa Hauser        | 487    |
| 18.     | Clare Egan                 | 470    |
| 19.     | Mona Brorsson              | 461    |
| 20.     | Anaïs Chevalier            | 430    |

| Miejsce | Zawodniczka                | Punkty |
| ------- | -------------------------- | ------ |
| 1.      | Lisa Vittozzi              | 140    |
| 2.      | Paulína Fialková           | 111    |
| 3.      | Markéta Davidová           | 102    |
| 4.      | Hanna Öberg                | 94     |
| 5.      | Lisa Theresa Hauser        | 94     |
| 6.      | Julija Dżima               | 89     |
| 7.      | Dorothea Wierer            | 89     |
| 8.      | Ingrid Landmark Tandrevold | 76     |
| 9.      | Laura Dahlmeier            | 75     |
| 10.     | Franziska Hildebrand       | 72     |

| Miejsce | Zawodniczka           | Punkty |
| ------- | --------------------- | ------ |
| 1.      | Anastasija Kuźmina    | 371    |
| 2.      | Dorothea Wierer       | 330    |
| 3.      | Marte Olsbu Røiseland | 326    |
| 4.      | Lisa Vittozzi         | 309    |
| 5.      | Kaisa Mäkäräinen      | 280    |
| 6.      | Monika Hojnisz        | 238    |
| 7.      | Paulína Fialková      | 228    |
| 8.      | Hanna Öberg           | 214    |
| 9.      | Anaïs Chevalier       | 206    |
| 10.     | Laura Dahlmeier       | 191    |

| Miejsce | Zawodniczka           | Punkty |
| ------- | --------------------- | ------ |
| 1.      | Dorothea Wierer       | 227    |
| 2.      | Marte Olsbu Røiseland | 312    |
| 3.      | Anastasija Kuźmina    | 309    |
| 4.      | Lisa Vittozzi         | 301    |
| 5.      | Kaisa Mäkäräinen      | 286    |
| 6.      | Denise Herrmann       | 254    |
| 7.      | Hanna Öberg           | 213    |
| 8.      | Franziska Hildebrand  | 185    |
| 9.      | Franziska Preuß       | 181    |
| 10.     | Tiril Eckhoff         | 176    |

| Miejsce | Zawodniczka                | Punkty |
| ------- | -------------------------- | ------ |
| 1.      | Hanna Öberg                | 220    |
| 2.      | Dorothea Wierer            | 194    |
| 3.      | Paulína Fialková           | 194    |
| 4.      | Marte Olsbu Røiseland      | 161    |
| 5.      | Jekatierina Jurłowa-Percht | 155    |
| 6.      | Ingrid Landmark Tandrevold | 154    |
| 7.      | Franziska Preuß            | 152    |
| 8.      | Mona Brorsson              | 150    |
| 9.      | Denise Herrmann            | 148    |
| 10.     | Anastasija Kuźmina         | 145    |

| Miejsce | Reprezentacja | Punkty |
| ------- | ------------- | ------ |
| 1.      | Norwegia      | 249    |
| 2.      | Niemcy        | 241    |
| 3.      | Francja       | 230    |
| 4.      | Szwecja       | 215    |
| 5.      | Rosja         | 214    |
| 6.      | Włochy        | 190    |
| 7.      | Czechy        | 174    |
| 8.      | Ukraina       | 169    |
| 9.      | Białoruś      | 161    |
| 10.     | Szwajcaria    | 159    |

| Miejsce | Reprezentacja | Punkty |
| ------- | ------------- | ------ |
| 1.      | Norwegia      | 7430   |
| 2.      | Niemcy        | 7371   |
| 3.      | Francja       | 7219   |
| 4.      | Rosja         | 6831   |
| 5.      | Włochy        | 6800   |
| 6.      | Szwecja       | 6627   |
| 7.      | Ukraina       | 5980   |
| 8.      | Czechy        | 5864   |
| 9.      | Szwajcaria    | 5453   |
| 10.     | Austria       | 5405   |

### Mężczyźni
| Miejsce | Zawodnik               | Punkty |
| ------- | ---------------------- | ------ |
| 1.      | Johannes Thingnes Bø   | 1262   |
| 2.      | Aleksandr Łoginow      | 854    |
| 3.      | Quentin Fillon Maillet | 843    |
| 4.      | Simon Desthieux        | 831    |
| 5.      | Arnd Peiffer           | 802    |
| 6.      | Tarjei Bø              | 724    |
| 7.      | Benedikt Doll          | 705    |
| 8.      | Simon Eder             | 701    |
| 9.      | Julian Eberhard        | 695    |
| 10.     | Lukas Hofer            | 694    |

| Miejsce | Zawodnik                   | Punkty |
| ------- | -------------------------- | ------ |
| 11.     | Antonin Guigonnat          | 686    |
| 12.     | Martin Fourcade            | 648    |
| 13.     | Vetle Sjåstad Christiansen | 646    |
| 14.     | Benjamin Weger             | 567    |
| 15.     | Jewgienij Garaniczew       | 510    |
| 16.     | Erlend Bjøntegaard         | 499    |
| 17.     | Dominik Windisch           | 432    |
| 18.     | Dmytro Pidruczny           | 425    |
| 19.     | Henrik L’Abée-Lund         | 407    |
| 20.     | Andrejs Rastorgujevs       | 395    |

| Miejsce | Zawodnik                   | Punkty |
| ------- | -------------------------- | ------ |
| 1.      | Johannes Thingnes Bø       | 128    |
| 2.      | Vetle Sjåstad Christiansen | 118    |
| 3.      | Lars Helge Birkeland       | 97     |
| 4.      | Arnd Peiffer               | 88     |
| 5.      | Aleksandr Łoginow          | 87     |
| 6.      | Simon Desthieux            | 87     |
| 7.      | Simon Eder                 | 86     |
| 8.      | Erik Lesser                | 82     |
| 9.      | Sebastian Samuelsson       | 75     |
| 10.     | Lukas Hofer                | 74     |

| Miejsce | Zawodnik               | Punkty |
| ------- | ---------------------- | ------ |
| 1.      | Johannes Thingnes Bø   | 514    |
| 2.      | Aleksandr Łoginow      | 350    |
| 3.      | Simon Desthieux        | 338    |
| 4.      | Benedikt Doll          | 305    |
| 5.      | Antonin Guigonnat      | 271    |
| 6.      | Tarjei Bø              | 271    |
| 7.      | Quentin Fillon Maillet | 267    |
| 8.      | Julian Eberhard        | 259    |
| 9.      | Lukas Hofer            | 246    |
| 10.     | Arnd Peiffer           | 232    |

| Miejsce | Zawodnik               | Punkty |
| ------- | ---------------------- | ------ |
| 1.      | Johannes Thingnes Bø   | 386    |
| 2.      | Quentin Fillon Maillet | 315    |
| 3.      | Aleksandr Łoginow      | 305    |
| 4.      | Simon Desthieux        | 271    |
| 5.      | Tarjei Bø              | 266    |
| 6.      | Arnd Peiffer           | 263    |
| 7.      | Antonin Guigonnat      | 253    |
| 8.      | Lukas Hofer            | 245    |
| 9.      | Simon Eder             | 241    |
| 10.     | Martin Fourcade        | 223    |

| Miejsce | Zawodnik                   | Punkty |
| ------- | -------------------------- | ------ |
| 1.      | Johannes Thingnes Bø       | 262    |
| 2.      | Arnd Peiffer               | 219    |
| 3.      | Quentin Fillon Maillet     | 218    |
| 4.      | Julian Eberhard            | 196    |
| 5.      | Benedikt Doll              | 167    |
| 6.      | Simon Desthieux            | 163    |
| 7.      | Vetle Sjåstad Christiansen | 158    |
| 8.      | Simon Eder                 | 153    |
| 9.      | Jewgienij Garaniczew       | 144    |
| 10.     | Aleksandr Łoginow          | 137    |

| Miejsce | Reprezentacja | Punkty |
| ------- | ------------- | ------ |
| 1.      | Norwegia      | 270    |
| 2.      | Rosja         | 236    |
| 3.      | Niemcy        | 233    |
| 4.      | Francja       | 226    |
| 5.      | Austria       | 208    |
| 6.      | Szwecja       | 202    |
| 7.      | Czechy        | 194    |
| 8.      | Włochy        | 168    |
| 9.      | Szwajcaria    | 151    |
| 10.     | Ukraina       | 145    |

| Miejsce | Reprezentacja | Punkty |
| ------- | ------------- | ------ |
| 1.      | Norwegia      | 8147   |
| 2.      | Francja       | 7598   |
| 3.      | Niemcy        | 7447   |
| 4.      | Rosja         | 7110   |
| 5.      | Austria       | 6779   |
| 6.      | Włochy        | 6281   |
| 7.      | Szwecja       | 6185   |
| 8.      | Czechy        | 6019   |
| 9.      | Szwajcaria    | 5413   |
| 10.     | Ukraina       | 5391   |

### Sztafety mieszane
| Miejsce | Reprezentacja | Punkty |
| ------- | ------------- | ------ |
| 1.      | Francja       | 211    |
| 2.      | Norwegia      | 186    |
| 3.      | Austria       | 167    |
| 4.      | Niemcy        | 167    |
| 5.      | Włochy        | 164    |
| 6.      | Szwecja       | 150    |
| 7.      | Szwajcaria    | 145    |
| 8.      | Ukraina       | 145    |
| 9.      | Rosja         | 145    |
| 10.     | Kanada        | 127    |

| Miejsce | Reprezentacja     | Punkty |
| ------- | ----------------- | ------ |
| 11.     | Czechy            | 120    |
| 12.     | Estonia           | 114    |
| 13.     | Japonia           | 109    |
| 14.     | Białoruś          | 104    |
| 15.     | Bułgaria          | 101    |
| 16.     | Stany Zjednoczone | 100    |
| 17.     | Kazachstan        | 87     |
| 18.     | Litwa             | 82     |
| 19.     | Polska            | 81     |
| 20.     | Słowenia          | 81     |

## Wyniki Polaków

### Indywidualne
Kobiety
| Zawodniczka       | IN | SP | PU | SP | PU | SP | PU | MS | SP | PU  | SP | MS | SP | PU  | MS | IN  | SP | PU  | SP | PU  | IN | MS | SP | PU | MS |
| Magdalena Gwizdoń | 59 | –  | –  | –  | –  | –  | –  | –  | –  | –   | –  | –  | –  | –   | –  | –   | –  | –   | 55 | 46  | –  | –  | –  | –  | –  |
| Monika Hojnisz    | 2  | 11 | 21 | 5  | 4  | 40 | 16 | 12 | 20 | 30  | 11 | 26 | 6  | DNS | 14 | 31  | 4  | 7   | 34 | DNS | 39 | 13 | 13 | 17 | 26 |
| Karolina Pitoń    | –  | 83 | –  | 85 | –  | 91 | –  | –  | 49 | DNS | 81 | –  | 55 | DNS | –  | 81  | 82 | –   | –  | –   | 73 | –  | –  | –  | –  |
| Kinga Zbylut      | 57 | 42 | 52 | 61 | –  | 8  | 19 | 19 | 59 | 35  | 30 | –  | 83 | –   | –  | DNS | 58 | DNS | 66 | –   | 67 | –  | 82 | –  | –  |
| Kamila Żuk        | 90 | 63 | –  | 48 | 41 | 65 | –  | –  | 47 | 46  | 42 | –  | 51 | DNS | –  | 82  | 6  | 8   | 46 | 36  | 48 | –  | 85 | –  | –  |

Mężczyźni
| Zawodnik               | IN | SP | PU | SP | PU | SP | PU | MS | SP | PU | SP | MS | SP | PU | MS | IN | SP | PU  | SP | PU | IN | MS | SP | PU  | MS |
| Grzegorz Guzik         | 42 | 86 | –  | 72 | –  | 82 | –  | –  | 27 | 44 | 66 | –  | 64 | –  | –  | 24 | 68 | –   | 57 | 50 | 70 | –  | 52 | DNS | –  |
| Tomasz Jakieła         | –  | –  | –  | –  | –  | –  | –  | –  | –  | –  | –  | –  | –  | –  | –  | 68 | –  | –   | –  | –  | –  | –  | –  | –   | –  |
| Andrzej Nędza-Kubiniec | 48 | 91 | –  | 52 | 54 | 94 | –  | –  | 85 | –  | 85 | –  | 84 | –  | –  | 67 | 57 | DNS | 82 | –  | 57 | –  | 98 | –   | –  |
| Łukasz Szczurek        | 50 | 56 | 51 | 44 | 44 | 42 | 46 | –  | 86 | –  | 86 | –  | 93 | –  | –  | –  | 66 | –   | 70 | –  | 50 | –  | 88 | –   | –  |

### Drużynowe
Kobiety
| RL | RL | RL | RL  | RL |
| -- | -- | -- | --- | -- |
| 11 | 11 | 13 | DNS | 7  |

Mężczyźni
| RL | RL | RL | RL | RL |
| -- | -- | -- | -- | -- |
| 18 | 12 | 20 | 16 | 16 |

Sztafety mieszane
| RM | RM  | RM |
| -- | --- | -- |
| 19 | DSQ | 9  |

Pojedyncze sztafety mieszane
| SR | SR | SR |
| -- | -- | -- |
| 14 | 9  | 23 |

| Legenda oznaczeń | Legenda oznaczeń                                                          |
| ---------------- | ------------------------------------------------------------------------- |
| SP               | Sprint                                                                    |
| PU               | Bieg pościgowy (na dochodzenie)                                           |
| IN               | Bieg indywidualny                                                         |
| MS               | Bieg masowy                                                               |
| RL               | Sztafeta                                                                  |
| MR               | Sztafeta mieszana                                                         |
| SR               | Pojedyncza sztafeta mieszana                                              |
| DNS              | Zawodnik/czka został/a zgłoszony/a do rywalizacji, ale nie wystartował/a. |
| DNF              | Zawodnik/czka nie ukończył/a biegu.                                       |
| DSQ              | Zawodnik/czka został/a zdyskwalifikowany/a.                               |
| LPD              | Zawodnik/czka został/a zdublowany/a.                                      |
| q                | Zawodnik/czka nie zakwalifikował/a się do biegu pościgowego.              |
| –                | Zawodnik/czka nie startował/a w konkursie.                                |
| odw.             | Zawody zostały odwołane.                                                  |
| Kolory           |                                                                           |
| Złoty            | Pierwsze miejsce                                                          |
| Srebrny          | Drugie miejsce                                                            |
| Brązowy          | Trzecie miejsce                                                           |
| Jasnoniebieski   | miejsca 4 - 40                                                            |
| czerwony         | DSQ, DNF, DNS                                                             |